# CSS Georgia (couraçado)
CSS Georgia, também conhecido como State of Georgia e Ladies' Ram, foi um couraçado de guerra construído em Savannah, Geórgia em 1862 durante a Guerra Civil Americana. A The Ladies' Gunboat Association arrecadou  $115,000 para sua construção para defender a cidade portuária de Savannah.